# Rhipidura dedemi
El abanico de Seram (Rhipidura dedemi) es una especie de ave paseriforme de la familia Rhipiduridae endémica de Seram, en Indonesia.

## Distribución y hábitat
Se encuentra únicamente en la isla de Seram, en las Molucas meridionales. Sus hábitats naturales son los bosques tropicales húmedos de la isla.